# Cadillac V16

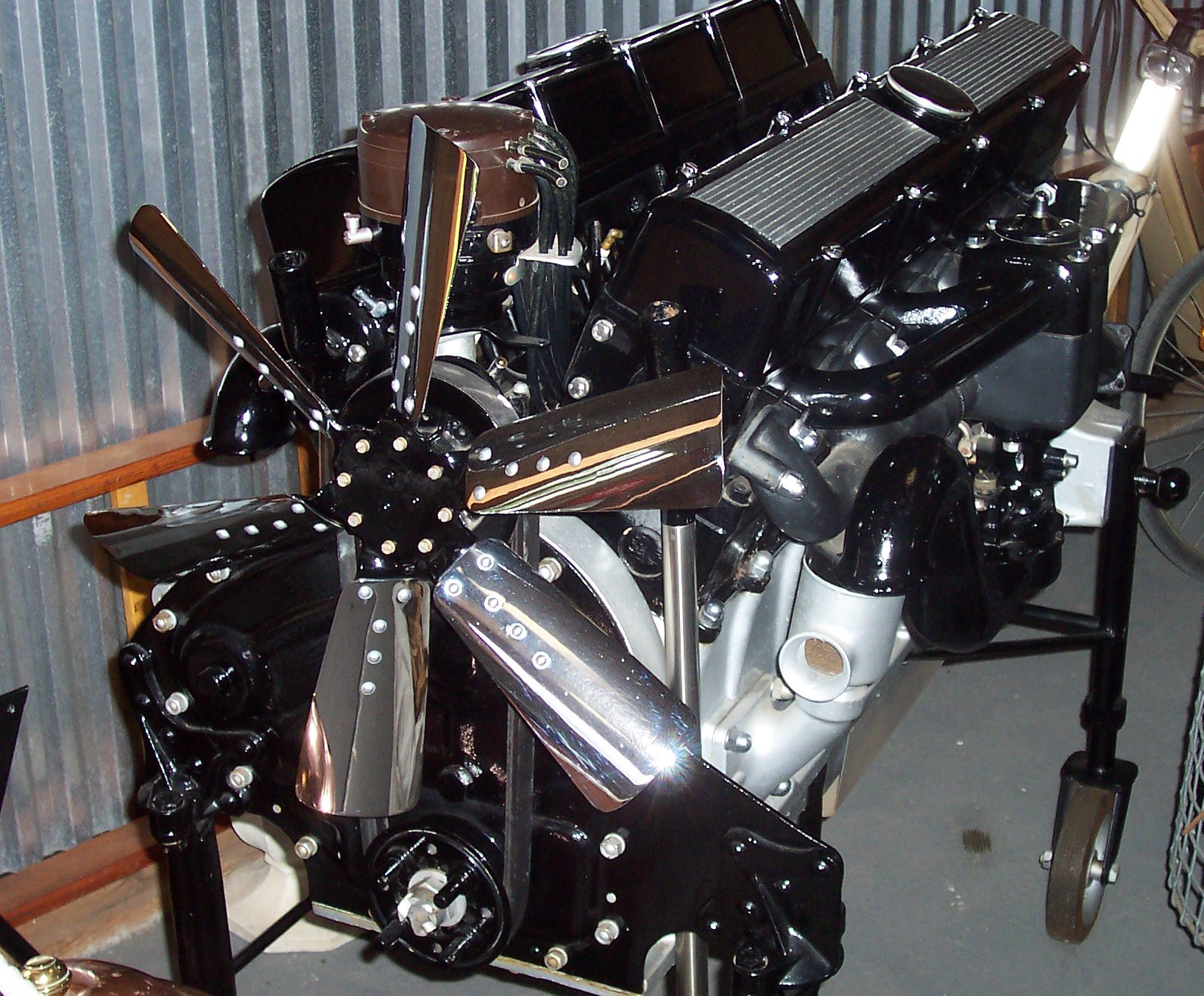
V16-Motor im Jysk Automobilmuseum, Gjern (Dänemark)

Der Cadillac V16 des amerikanischen Automobilherstellers General Motors unter der Marke Cadillac war der weltweit erste Serien-Pkw mit einem Sechzehnzylindermotor (V-Motor) sowie automatischem Ventilspielausgleich mittels Hydrostößeln. Je nach Modell lag der Preis bei 5.950 bis 9.200 US-Dollar.

## Series 452 (1930–1935)
Auf Basis des Modells Serie 353 mit V8-Motor präsentierte Cadillac mitten im Modelljahr 1930 den neuen Wagen mit Sechzehnzylindermotor.
Der V16-Motor mit 45° Zylinderbankwinkel hatte einen Hubraum von 7407 cm³ (452 cu.in.) und leistete 175–185 hp (130,5–138 kW) bei 3400/min. Aufgrund seines hohen Gewichtes hatte er fünf Motorlager. Die Kurbelwelle war fünffach gelagert. Die Ventilsteuerung mit Hydrostößeln machte eine Einstellung des Ventilspiels der 32 Ventile überflüssig.
Der Wagen wurde mit mehr als 50 verschiedenen Aufbauten von Fisher, Fleetwood und anderen Karossiers angeboten.
Im Oktober 1935 wurde der 452 durch den Cadillac Series 90 abgelöst. Bis dahin waren von fünf Generationen (452, 452 A–D) insgesamt ca. 3700 Stück entstanden.

### Technische Daten
| Daten Cadillac Series 452 (1930–1935) | Daten Cadillac Series 452 (1930–1935) | Daten Cadillac Series 452 (1930–1935) | Daten Cadillac Series 452 (1930–1935) | Daten Cadillac Series 452 (1930–1935) | Daten Cadillac Series 452 (1930–1935) | Daten Cadillac Series 452 (1930–1935) | Daten Cadillac Series 452 (1930–1935) |
| Modelljahr                            | Hubraum (cm³)                         | Leistung (kW/hp)                      | Radstand (cm)                         | Länge (cm)                            | Leergewicht (kg)                      | Preis (US-$)                          | Stückzahl                             |
| ------------------------------------- | ------------------------------------- | ------------------------------------- | ------------------------------------- | ------------------------------------- | ------------------------------------- | ------------------------------------- | ------------------------------------- |
| 1930/31                               | 7407                                  | 130,5–138/175–185                     | 375,9                                 | 565,2                                 | 2412–2727                             | 5800–9700                             | 3251                                  |
| 1932                                  | 7407                                  | 123/165                               | 363,2–378,5                           | 548,6–563,9                           | 2294–2689                             | 4495–5945                             | 300 (Summe)                           |
| 1933                                  | 7407                                  | 123/165                               | 363,2–378,5                           | 548,6–563,9                           | 2677–2854                             | 6250–8000                             | 300 (Summe)                           |
| 1934                                  | 7407                                  | 126/169                               | 391,2                                 | 609,6                                 | 2646–2895                             | 6650–8950                             | 150 (Summe)                           |
| 1935                                  | 7407                                  | 138/185                               | 391,2                                 | 609,6                                 | 2627–2895                             | 6750–9050                             | 150 (Summe)                           |

## Series 90 (1935–1940)
Zu Beginn des Modelljahres 1936 stellte Cadillac den neuen V16-Zylinder vor. Der Name Series 36-90 war neu, aber der Wagen entsprach im Grunde dem Vorgängermodell. Übernommen wurde auch der Motor mit 45° Zylinderwinkel einem Hubraum von 7407 cm³ (452 cu.in.) und einer Leistung von 185 hp (138 kW) bei 3800/min.
Der Wagen wurde mit 12 verschiedenen Aufbauten von Fleetwood angeboten und nur auf Bestellung gefertigt. Vereinzelt lieferte Cadillac allerdings auch reine Chassis, die dann von unabhängigen Karosserieherstellern eingekleidet wurden. Eine dieser Sonderanfertigungen, das Cadillac V16 Hartmann Cabriolet, entstand 1937 bei Carrosserie Hartmann in Lausanne.
Eine grundlegende Überarbeitung stand zu Beginn des Modelljahres 1938 an. Die Wagen wurden deutlich kleiner (Radstand 3581 mm anstatt 3912 mm) und entsprachen damit der Serie 75. Der obengesteuerte V16-Motor wurde durch ein seitengesteuertes Exemplar mit kürzerem Hub (quadratische Auslegung mit Bohrung = Hub = 3,25 Zoll) mit 135° Zylinderwinkel ersetzt. Der Motor besaß einen Hubraum von 7063 cm³ und leistete ebenfalls 185 hp bei 3600/min. Die Verdichtung stieg von 6,0 auf 7,1.
Im Sommer 1940 wurde die Serie 90 ersatzlos eingestellt. Bis dahin waren von fünf Generationen (36-90, 37-90, 38-90, 39-90 und 40-90) insgesamt 616 Stück entstanden.

### Technische Daten
| Daten Cadillac Series 90 (1936–1940) | Daten Cadillac Series 90 (1936–1940) | Daten Cadillac Series 90 (1936–1940) | Daten Cadillac Series 90 (1936–1940) | Daten Cadillac Series 90 (1936–1940) | Daten Cadillac Series 90 (1936–1940) | Daten Cadillac Series 90 (1936–1940) | Daten Cadillac Series 90 (1936–1940) |
| Modelljahr                           | Hubraum (cm³)                        | Leistung (kW/hp)                     | Radstand (cm)                        | Länge (cm)                           | Leergewicht (kg)                     | Preis (US-$)                         | Stückzahl                            |
| ------------------------------------ | ------------------------------------ | ------------------------------------ | ------------------------------------ | ------------------------------------ | ------------------------------------ | ------------------------------------ | ------------------------------------ |
| 1936                                 | 7407                                 | 138/185                              | 391,2                                | 604,5                                | 2757–2895                            | 7250–8850                            | 52                                   |
| 1937                                 | 7407                                 | 138/185                              | 391,2                                | 604,5                                | 2757–2813                            | 7350–7950                            | 50                                   |
| 1938                                 | 7063                                 | 138/185                              | 358,1                                | 509,6                                | 2226–2453                            | 5135–7170                            | 315                                  |
| 1939                                 | 7063                                 | 138/185                              | 358,1                                | 563,9                                | 2226–2453                            | 5240–7295                            | 138                                  |
| 1940                                 | 7063                                 | 138/185                              | 358,1                                | 573,2                                | 2226–2453                            | 5140–7175                            | 61                                   |

## Quelle
- Beverly R. Kimes, Henry A. Clark: Standard Catalog of American Cars 1805–1942, Krause Publications, Iola (WI) 1985, ISBN 0-87341-045-9, S. 205–224